# Microregione di Tabuleiro
Tabuleiro è una microregione dello Stato di Santa Catarina in Brasile.

## Comuni
Comprende 5 comuni:
- Águas Mornas
- Alfredo Wagner
- Anitápolis
- Rancho Queimado
- São Bonifácio